# Francisco Bayo Veloso
Francisco Leandro Bayo Veloso (Angol, 13 de marzo de 1933) es un médico cirujano y político chileno. Fue diputado en tres períodos diferentes (1973; 1990-1998 y 2002-2006) por la Provincia de Malleco.

## Primeros años de vida
Es hijo de  Francisco Bayo y Florinda Veloso. Estudió en el Liceo de Angol y en la Universidad de Concepción donde se tituló de médico cirujano. Pasó por un postgrado en la Universidad de Chile en la especialidad de ginecología y obstetricia. También realizó un postgrado en ginecología y obstetricia en Barcelona, España, y en la Universidad Johns Hopkins en Estados Unidos.
Se casó con Ana María Torán Garrido y en segundo matrimonio con Lela Aguilera Salgado y tuvo cinco hijos.

## Vida pública
Entre 1959 y 1965, fue médico residente en el Hospital Base de Angol donde llegó a ser jefe de servicio de su especialidad y luego director dedicándose también al ejercicio libre de su profesión.
En el ámbito profesional prosiguió entregando sus servicios, alternando con sus cargos públicos: entre 1976 y 1979, ejerció como director Regional de Salud en Malleco y Cautín y como secretario Regional Ministerial de la IX Región. Entre 1979 y 981, fue nombrado jefe del Departamento de Inspección del Ministerio de Salud hasta 1981 y formó parte del comité asesor y de la Oficina de Planificación de la Universidad de Chile hasta 1987. En 1988, recibió el cargo de Director de Salud de la Municipalidad de Santiago.

## Carrera política
Militante del Partido Nacional, en 1963 fue elegido como regidor de Angol. Entre 1970 y 1973 fue alcalde de Angol y vicepresidente nacional de la Confederación de Municipalidades de Chile.
En 1973 fue elegido diputado por la Vigésima Agrupación Departamental de "Angol, Collipulli, Traiguén, Victoria y Curacautín", período 1973-1977. Integró la Comisión Permanente de Salud Pública. El Golpe militar del 11 de septiembre de 1973 puso término anticipado al período.
Como miembro del Movimiento de Unión Nacional, fue uno de los fundadores de Renovación Nacional, integrando su comisión de Salud.
Regresó al Parlamento en 1990 al ser elegido diputado por el Distrito N.°48 de "Angol, Collipulli, Ercilla, Los Sauces, Lumaco, Purén, Renaico y Traiguén", IX Región de la Araucanía. Fue reelegido para los períodos 1994 y 2002. Integró las comisiones Permanente de Educación, Cultura; Derechos Humanos, Nacionalidad y Ciudadanía; Deportes y Recreación; la de Salud, de la que fue su presidente; y la Comisión Permanente de Ciencias y Tecnología.
En 2005 se presentó a una nueva reelección, pero fue derrotado por su compañero de lista Gonzalo Arenas de la Unión Demócrata Independiente.

## Historial electoral

### Elecciones parlamentarias de 1973
- Elecciones parlamentarias de 1973, para la 20ª Agrupación Departamental, Angol, Collipulli, Traiguén, Victoria y Curacautín

### Elecciones parlamentarias de 1989
- Elecciones parlamentarias de 1989, para el Distrito 48, Angol, Collipulli, Ercilla, Los Sauces, Lumaco, Purén, Renaico y Traiguén[1]

### Elecciones parlamentarias de 1993
- Elecciones parlamentarias de 1993, para el Distrito 48, Angol, Collipulli, Ercilla, Los Sauces, Lumaco, Purén, Renaico y Traiguén[2]

### Elecciones parlamentarias de 1997
- Elecciones parlamentarias de 1997, para el Distrito 48, Angol, Collipulli, Ercilla, Los Sauces, Lumaco, Purén, Renaico y Traiguén[3]

### Elecciones parlamentarias de 2001
- Elecciones parlamentarias de 2001, para el Distrito 48, Angol, Collipulli, Ercilla, Los Sauces, Lumaco, Purén, Renaico y Traiguén[4]

### Elecciones parlamentarias de 2005
- Elecciones parlamentarias de 2005, para el Distrito 48, Angol, Collipulli, Ercilla, Los Sauces, Lumaco, Purén, Renaico y Traiguén[5]